# Jovan Avakumović
Jovan Avakumović (serb. Јован Авакумовић ur. 1 stycznia 1841 w Belgradzie, zm. 3 sierpnia 1928 w Rogaškiej Slatinie) – serbski prawnik i polityk. Premier Serbii od 22 sierpnia 1892 do 13 kwietnia 1893 i od 11 czerwca 1903 do 4 października 1903. 
Ukończył prawo na uniwersytecie w Belgradzie i kontynuował studia prawnicze za granicą. Członek partii liberalnej. W 1875 był burmistrzem Belgradu, a potem Ministrem Spraw Wewnętrznych. Na tym drugim stanowisku pozostał do 1880. Potem został Ministrem Sprawiedliwości. W latach 1881–1887 sędzia w Sądzie Kasacyjnym. W 1892 został premierem, jednocześnie otrzymując stanowisko Ministra Spraw Zewnętrznych. 1 kwietnia 1893 król Aleksander I Obrenowić zdymisjonował go, jednakże później udzielił mu amnestii. Po zabójstwie pary królewskiej Avakumović ponownie został tymczasowym premierem Serbii. Podczas pierwszej wojny światowej został internowany przez Austriaków w Ceglédzie, a następnie w Hietzingu, gdzie pozostał do zakończenia wojny. Po powrocie z niewoli wycofał się z życia politycznego. Zmarł w Rogaškiej Slatinie w wieku 87 lat.